# Nefrologia
Nefrologia é a especialidade médica que se ocupa do diagnóstico e tratamento clínico das doenças do sistema urinário, em especial o rim. Por vezes, essas doenças só afetam os rins mas é necessário sublinhar que, na maior parte dos casos, as doenças que afetam os rins são doenças gerais, como a diabetes Mellitus, a hipertensão arterial e algumas doenças imunológicas, que provocam lesões em vários órgãos e também nos rins. A utilização inadequada de alguns medicamentos de uso corrente, como os analgésicos e os anti-inflamatórios, por exemplo, também pode provocar lesões renais. Se não forem diagnosticadas precocemente e se não forem tratadas corretamente, as doenças renais podem provocar perda progressiva da função renal e evoluir para a insuficiência renal crónica.
Na maioria dessas situações, a perda de função renal pode ser evitada se os doentes forem observados precocemente e seguidos numa consulta de nefrologia. A realidade é que muitos doentes só são enviados tardiamente para um médico nefrologista, habitualmente quando já têm insuficiência renal moderada ou grave e, nessas condições, a insuficiência renal já tem um carácter irreversível. Muitas vezes, o melhor que o nefrologista pode fazer é impedir ou retardar o agravamento da doença renal, que já tem vários anos de evolução.
A origem etimológica da palavra vem do grego (nephros, rim + logos, tratado), sendo nefrologia o estudo dos rins, de sua fisiologia e enfermidades do néfron, a unidade morfológica e funcional do rim.

## Escopo
A nefrologia diz respeito ao diagnóstico e tratamento de doenças renais, incluindo distúrbios eletrolíticos e hipertensão , e ao atendimento daqueles que necessitam de terapia renal substitutiva , incluindo pacientes em diálise e transplante renal .  A palavra 'diálise' é de meados do século 19: via latim, da palavra grega 'dialusis'; de 'dialuein' (dividido, separado), de 'dia' (separado) e 'luein' (liberado). Em outras palavras, a diálise substitui a função primária (excretora) do rim, que separa (e remove) o excesso de toxinas e água do sangue, colocando-os na urina. 
Muitas doenças que afetam o rim são distúrbios sistêmicos não limitados ao próprio órgão e podem exigir tratamento especial. Exemplos incluem condições adquiridas, como vasculites sistêmicas (por exemplo, vasculite por ANCA) e doenças autoimunes (por exemplo, lúpus ), bem como condições congênitas ou genéticas, como doença renal policística .

Os pacientes são encaminhados para especialistas em nefrologia após uma urinálise, por vários motivos, como lesão renal aguda , doença renal crônica , hematúria , proteinúria , cálculos renais , hipertensão e distúrbios de ácido/base ou eletrólitos . 